# Tempo próprio
Define-se por tempo próprio o tempo ou intervalo de tempo inferidos por um relógio posicionado de forma estática na origem do referencial adotado. 

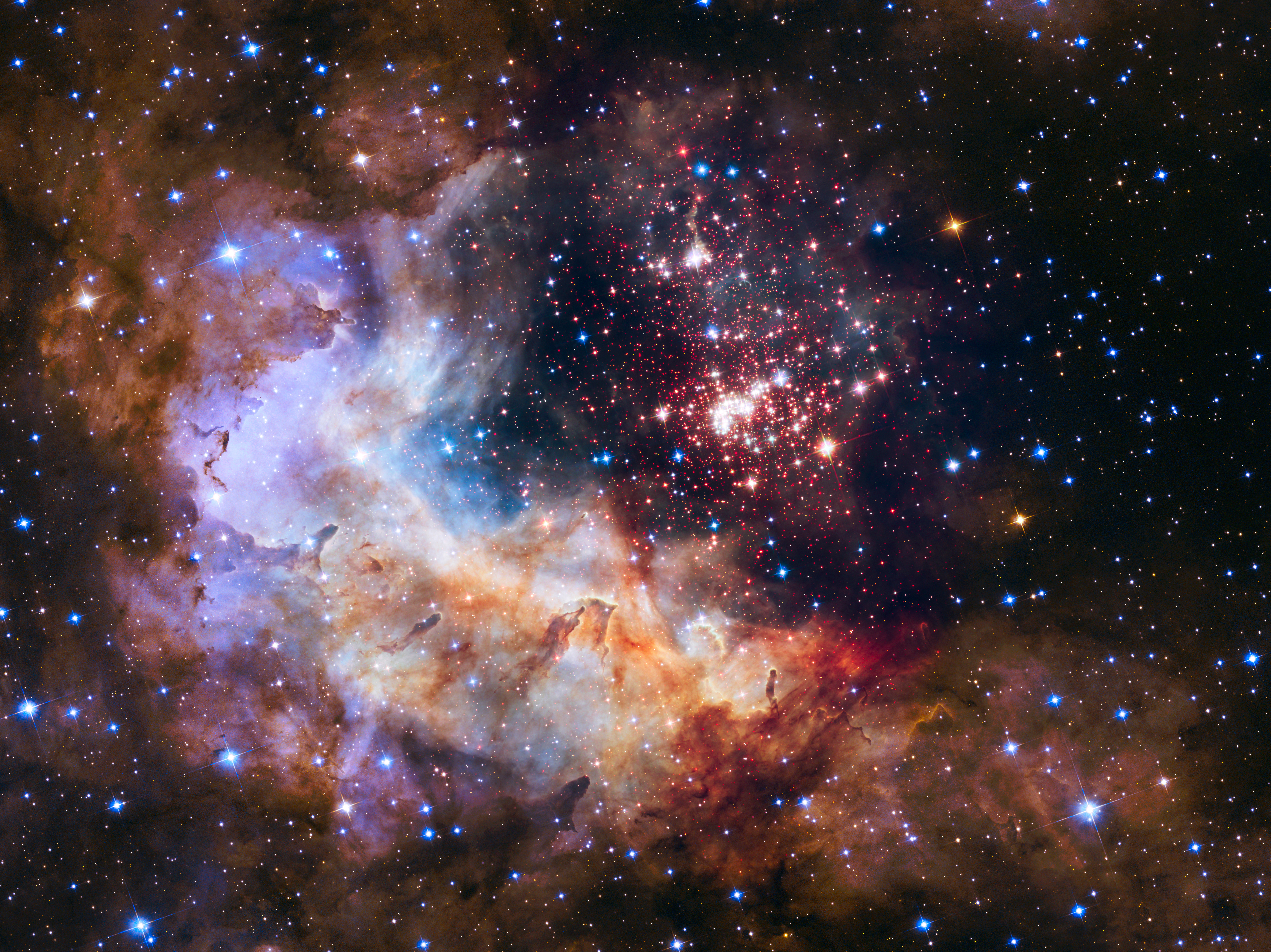
Fotografia tirada pelo telescópio espacial Hubble em seu aniversário de 25 anos. A imagem foi tirada em um dado momento (tempo próprio) mas revela milhares de eventos cada qual ocorrendo em um tempo (coordenado) bem distinto no passado.

Em relatividade, a medida do distinto tempo coordenado, ou simplesmente tempo, deve ser feita via uma malha de relógios previamente ajustados e sincronizados, usando-se sempre os relógios justapostos aos respectivos eventos para marcação do tempo coordenado do referencial; já o intervalo de tempo próprio faz referência ao intervalo de tempo entre dois eventos quando vistos na origem do referencial em questão, utilizando-se sempre o relógio ali posicionado. 
Intervalos de tempo próprio e coordenado para dois eventos não são geralmente iguais pois há, entre outras, considerações sobre o intervalo de tempo de propagação da informação do local de ocorrência de cada evento até a origem, que dá-se à velocidade grande mas não infinita: a velocidade da luz. Eventos mais distantes e com tempos coordenados menores (mais no passado) são vistos concomitantes à origem com eventos mais recentes (em termos de tempo coordenado) mas que ocorram mais próximos à origem. Em um exemplo clarificador, uma fotografia do céu noturno tem atrelada um tempo próprio muito específico, o tempo do relógio interno à câmera, mas exibe objetos (eventos) conforme ocorreram cada qual em diferentes tempos no passado no mesmo referencial, mais antigos (tempo coordenado) tanto mais distantes se encontrem. De forma análoga, dois eventos que ocorram separados por intervalo de tempo próprio não nulo segundo a câmera podem de fato ter ocorrido ao mesmo tempo, desde que em distâncias diferentes à origem.
A distinção entre tempo coordenado e tempo próprio faz-se necessária apenas no âmbito da relatividade, não desempenhando papel relevante no âmbito da mecânica clássica. Na mecânica clássica a velocidade de propagação de informação de um lugar ao outro é suposta infinita e a propagação de informação, instantânea. O tempo é assim, absoluto.

Linha de universo no diagrama espaço-tempo e transformação de Lorentz

Na relatividade, de forma técnica, em um diagrama espaço-temporal o tempo próprio ao longo de uma linha de universo é definido como o tempo medido por um relógio seguindo essa linha. Portanto, é independente das coordenadas e é um escalar de Lorentz. O intervalo de tempo próprio entre dois eventos em uma linha de universo é a mudança no tempo próprio. Esse intervalo é a quantidade de interesse, uma vez que o tempo próprio em si é fixado apenas até a uma constante aditiva arbitrária, ou seja, o ajuste do relógio em algum evento ao longo da linha de universo. O intervalo de tempo próprio entre dois eventos depende não apenas dos eventos, mas também da linha de universo que os conecta e, portanto, do movimento do relógio entre os eventos. É expresso como uma integral sobre a linha de universo.
Um relógio próprio mas acelerado medirá um tempo decorrido menor entre dois eventos do que aquele medido por relógios não acelerados (inercial) entre os mesmos dois eventos. O paradoxo dos gêmeos é um exemplo desse efeito.
O conceito de tempo próprio foi introduzido por Hermann Minkowski em 1908, e é uma característica dos diagramas de Minkowski. Para as implicações do conceito na filosofia, veja Filosofia do tempo#Einstein.

## Tempo próprio
Com o advento da relatividade restrita o conceito de tempo sofreu considerável alteração, deixando de ser uma grandeza física absoluta e universal definida aparte das coordenadas espaciais para transformar-se em uma quarta coordenada do espaço-tempo. Se em problemas sob escopo da mecânica clássica o tempo é definido de forma universal e de forma independente do referencial, no âmbito da relatividade restrita e geral, como uma coordenada do espaço-tempo, este passa a ser definido de forma individual para cada referencial em consideração.
A relatividade do tempo ao referencial adotado é bem elucidada ao verificar-se que, dados dois eventos distintos vislumbrados de forma não coincidente no tempo por um dado referencial, estes podem em princípio se mostrar coincidentes no tempo em outro referencial. Não há assim sincronia necessária entre o observado por dois referenciais distintos visto que o tempo não é mais universal: se indagados a respeito, embora o último referencial citado insista em dizer que os eventos ocorreram em um mesmo instante de tempo, o observador no primeiro certamente afirmaria com retidão que um dos eventos ocorreu antes do outro.
Não é apenas a noção de simultaneidade que se altera, mas também as próprias medidas de intervalo de tempo. Eventos separados por intervalos de tempo de 1 segundo em um dado referencial podem em princípio se mostrar, quando medido em outro referencial, separados por intervalos de tempo tanto maiores como menores - mesmo a leitura destes intervalos se dando via relógios idênticos que, quando justapostos de forma estática, nunca se atrasem ou se adiantem um em relação ao outro.
Define-se por tempo próprio o tempo ou intervalos de tempo inferidos por um relógio posicionado de forma estática na origem do referencial adotado; grosso modo, o tempo próprio é o tempo inferido por um observador mediante observação de um relógio que sempre esteja em seu braço.
Uma boa analogia seria a seguinte: adotado um referencial externo e um objeto móvel em análise, da mesma forma que o odômetro de um carro informa ao motorista a distância percorrida {\displaystyle \Delta d} quando ele vai de um ponto espacial ao outro, o tempo próprio registra a separação temporal medida pelo motorista entre dois eventos no espaço-tempo. As coordenadas espacial e temporal do motorista no referencial externo dependerão estritamente do referencial adotado para a análise do movimento do carro, mas qualquer que seja o referencial adotado para a análise do problema, cálculos feitos, deve-se sempre concluir pelo mesmo tempo próprio e pela mesma distância espacial a serem mensuradas pelo motorista.
Considerando-se a previsão de que, ao observar qualquer relógio que se mova no referencial adotado, um observador atrelado ao citado referencial verá o relógio móvel atrasar-se em relação aos relógios estáticos coordenados que definem sua medida de tempo, pode-se afirmar que o intervalo de tempo próprio daquele referencial corresponde ao menor dos intervalo de tempo separando dois eventos a ele atrelados passível de ser mensurado, qualquer que seja o referencial inercial em questão.
O intervalo de tempo próprio {\displaystyle \tau } inferido entre dois eventos que ocorram em uma mesma posição espacial no referencial adotado (o referencial do motorista) - de forma a haver entre eles apenas uma separação temporal no citado referencial - relaciona-se com o intervalo de tempo {\displaystyle \Delta t} medido para os mesmos eventos em outro referencial distinto do primeiro (o referencial externo) mediante a expressão:
{\displaystyle C\Delta \tau ={\sqrt {(C\Delta t)^{2}-[(\Delta X)^{2}+(\Delta Y)^{2}+(\Delta Z)^{2}]}}}
onde a expressão entre colchetes sob a raiz corresponde a separação espacial entre os eventos conforme mensurado no referencial para o qual se determina o intervalo de tempo {\displaystyle \Delta t} entre eles (conforme mensurado no referencial externo) e C corresponde à velocidade da luz.
Observe que da mesma forma que os referenciais não concordam sobre a separação temporal dos eventos, cada um medindo um intervalo de tempo diferente, estes também não concordam acerca da separação espacial dos eventos, que ocorrem na mesma posição - conforme enunciado - para o referencial móvel ({\displaystyle \Delta d=0}), mas não ocorrem na mesma posição quando observados no primeiro referencial ({\displaystyle \Delta d<>0}). Contudo estes valores se alteram de forma a manter a separação espaço-temporal {\displaystyle (\Delta S)^{2}} conforme abaixo definida sempre constante para os dois eventos qualquer que seja o referencial escolhido para calculá-la.
Importante citar também que as mudanças de referenciais relativísticas sempre preservam  a causalidade. Se um evento A é causa de B em um referencial, esta relação manter-se-á válida qualquer que seja o referencial a observá-los.

## Tempo próprio e Intervalo espaço-temporal
A expressão anteriormente apresentada deriva do fato que, da mesma forma que em física clássica - sob as leis da geometria euclidiana - a separação espacial {\displaystyle \Delta d}
{\displaystyle \Delta d={\sqrt {(\Delta X)^{2}+(\Delta Y)^{2}+(\Delta Z)^{2}}}}
entre dois pontos (eventos) no espaço independe do referencial usado em sua determinação, em relatividade restrita a separação espaço-temporal {\displaystyle (\Delta S)^{2}} entre dois eventos
{\displaystyle {\sqrt {(\Delta S)^{2}}}={\sqrt {(C\Delta t)^{2}-[(\Delta X)^{2}+(\Delta Y)^{2}+(\Delta Z)^{2}]}}}
também independe do referencial adotado.
Observe que na expressão acima as coordenadas espaciais e temporal são relativas ao mesmo referencial, e por tal o tempo que nela figura é o tempo coordenado do citado referencial, e que há um sinal de menos diferenciando coordenadas de tempo e espaço de forma a evidenciar que, embora o tempo agora seja tratado como uma coordenada do espaço-tempo, este é ainda distinto das coordenadas espaciais. A geometria do espaço-tempo, dado o sinal de menos, não é euclidiana mas sim hiperbólica.
Embora os valores absolutos para a separação espacial entre dois eventos sejam, assim como o intervalo de tempo entre eles, estritamente dependente do referencial adotado, a expressão acima resulta em um mesmo valor qualquer que seja o referencial escolhido para fazê-la uma vez mantida a condição de que os eventos em observação sejam sempre os mesmos.  Assim, dados dois eventos no espaço-tempo:
{\displaystyle (\Delta S)^{2}=(C\Delta t_{1})^{2}-[(\Delta X)_{1}^{2}+(\Delta Y)_{1}^{2}+(\Delta Z)_{1}^{2}]=(C\Delta t_{2})^{2}-[(\Delta X)_{2}^{2}+(\Delta Y)_{2}^{2}+(\Delta Z)_{2}^{2}]}
A igualdade entre esta expressão calculada ora para o referencial adotado (com t representado por {\displaystyle \tau }, portanto) onde os eventos foram afirmados se mostrarem espacialmente coincidentes à origem (o termo entre colchetes anula-se neste caso) - e a expressão acerca dos mesmos eventos quando observado em outro referencial distinto qualquer  - onde mede-se um intervalo de tempo {\displaystyle \Delta t} separando os dois eventos, sendo t o tempo coordenado daquele referencial e não o tempo {\displaystyle \tau } daquele referencial, portanto) leva diretamente à relação inicialmente apresentada entre o tempo próprio e o tempo t medido em outro referencial qualquer:
{\displaystyle C\Delta \tau ={\sqrt {(C\Delta t)^{2}-[(\Delta X)^{2}+(\Delta Y)^{2}+(\Delta Y)^{2}]}}}

### Eventos tempo-separados e Intervalo espaço-temporal
O sinal de menos na expressão da distância espaço-temporal {\displaystyle (\Delta S)^{2}} encontra-se presente para diferenciar as coordenadas temporais da espacial, e dada a sua função, há em princípio uma liberdade de escolha quanto à posição do sinal de menos, podendo este ser associado às coordenas espaciais - conforme feito anteriormente por comodidade à situação - ou podendo este ser associado à coordenada temporal, o que leva à seguinte expressão para a separação espaço-temporal:
{\displaystyle (\Delta S)^{2}=-(C\Delta \tau )^{2}+[(\Delta X)^{2}+(\Delta Y)^{2}+(\Delta Z)^{2}]},
sendo esta talvez mais frequente mas não exclusiva na literatura.
A diferença entre as escolhas reside na associação entre o sinal da grandeza separação espaço-temporal assim determinada e a classificação dos eventos em "eventos espaço-separados", eventos "tempo-separados" e eventos "luz-separados".
Eventos "tempo-separados" são os eventos para os quais é possível achar um referencial onde os mesmos são vistos ocorrendo na mesma posição, contudo em momentos diferentes. Segundo a definição de separação espaço-tempo imediatamente anterior, seriam desta classe todos os eventos separados por uma separação espaço-temporal negativa {\displaystyle (\Delta S)^{2}<0}. No caso da escolha de sinal primeiro apresentada, estes eventos seriam todos aqueles caracterizados por separações espaço-temporal positivas. (Tal escolha simplificou a descrição em vista do exemplo apresentado visto que evitou ao explicitar-se o tempo próprio considerações acerca de raízes quadradas de números negativos). Os eventos que guardam entre si relação de causalidade são necessariamente deste tipo.
Eventos "espaço-separados" são os eventos para os quais é possível achar um referencial onde os mesmos são vistos ocorrendo ao mesmo instante, contudo em posições distintas. Têm separação espaço-temporal  {\displaystyle (\Delta S)^{2}} de sinal oposto ao da classe anterior. Se escolhido o padrão onde aquela é a classe caracterizada por {\displaystyle (\Delta S)^{2}} postiva, esta é a classe de eventos com {\displaystyle (\Delta S)^{2}} negativa, ou vice-versa caso escolha-se a outra alternativa.
Eventos "luz-separados" são aqueles para os quais a separação espaço-temporal vale zero.

## Tempo próprio: um pouco mais além
Em Relatividade especial e Relatividade geral, o tempo próprio é o parâmetro invariante em relação ao qual calculamos as derivadas temporais dos quadrivetores, de maneira que continuem se transformando como tal sob uma mudança de referencial.
Na Relatividade especial, o quadrivetor posição {\displaystyle x^{\mu }} se transforma sob uma matriz de mudança de referencial (ou seja, uma transformação de Lorentz). Para definirmos a dinâmica completamente em todos os referenciais inerciais é necessário que a velocidade, a aceleração e todas as demais grandezas vetoriais se transformem da mesma maneira. A velocidade definida como a derivada da posição em relação ao tempo não respeita essa propriedade, pois o tempo não é mais um parâmetro invariante, ao contrário do que afirma a mecânica clássica. Dessa forma, é necessário que seja definida uma derivada em termos de um parâmetro que tenha dimensão de tempo, mas que seja invariante por uma transformação de Lorentz.
Uma grandeza escalar em Relatividade especial é tal que seja invariante sob transformações de Lorentz. Uma grandeza que obedece a esse critério é o intervalo, ou elemento de distância:
{\displaystyle ds^{2}=g_{\mu \nu }dx^{\mu }dx^{\nu }}
Essa grandeza tem dimensão de comprimento. Se a dividirmos pela velocidade da luz, ela passa a possuir dimensão de tempo. Como a velocidade da luz é um invariante relativístico, essa nova quantidade também o será. Portanto, o tempo próprio de um referencial é definido como:
{\displaystyle d\tau ={\frac {ds}{c}}}
Se usarmos o sistema de unidades naturais, o tempo próprio é de fato o elemento de distância.
Na Relatividade geral a construção é exatamente a mesma. Como lidamos com referenciais genéricos, o tempo próprio é indispensável, pois o elemento de distância (assim como a velocidade da luz) é invariante mesmo sob mudanças gerais de referencial.